# Dominique Schaefer
Dominique Schaefer (* 7. Januar 1999 in Lima) ist eine peruanische Tennisspielerin.

## Karriere
Schaefer begann mit sechs Jahren das Tennisspielen und bevorzugt Hartplätze. Sie spielt vorrangig auf der ITF Women’s World Tennis Tour, wo sie bislang aber noch keinen Titel gewinnen konnte.
2016 trat sie bei den French Open, Wimbledon und den US Open im Juniorinneneinzel und mit wechselnden Partnerinnen im Juniorinnendoppel an, schied aber immer in der ersten Runde aus.
Bei den Südamerikaspielen 2018 erreichte sie im Dameneinzel das Achtelfinale und mit ihrer Partnerin Anastasia Iamachkine im Damendoppel das Viertelfinale. Bei den Panamerikanischen Spielen 2019 erreichte sie im Dameneinzel ebenfalls das Achtelfinale und im Damendoppel mit Partnerin Dana Guzmán das Viertelfinale.
Schaefer spielte 2015, 2016 und 2017 für die Peruanische Fed-Cup-Mannschaft. Von ihren insgesamt 12 Partien gewann sie im Einzel fünf bei drei verlorenen Partien; im Doppel stehen zwei Siege zwei Niederlagen gegenüber.
Ihr bislang letztes internationale Turnier spielte Schaefer im März 2020. Sie wird daher nicht mehr in der Weltrangliste geführt.